# Савинов, Феодосий Петрович
Феодо́сий Петро́вич Са́винов (5 февраля 1865, Тотьма, Вологодская губерния, Российская империя — 11 сентября 1915, Кувшиново, Вологодская губерния, Российская империя) — русский поэт.

## Биография
Феодосий Савинов родился в Тотьме в семье служащего Тотемского уездного полицейского управления. Отец скончался, когда Феодосию исполнилось лишь 8 лет. Мать, у которой было ещё трое детей, вторично вышла замуж за человека, тоже с детьми, деспотичного по характеру.
В 1872—1882 — учился в гимназии. Учась в старших классах, жёстко высмеял Вологодское губернское руководство (губернатора и директора гимназии) в рукописной поэме «Савиниада», которая имела успех в Вологде. За этот проступок был исключён из гимназии с «волчьим билетом». Около года провёл в юнкерском училище, затем поступил в Московский университет. Оставив и его, вернулся в Вологду.
Служил мелким чиновником, но главным содержанием жизни стали стихи. Первой публикацией было стихотворение «На родной почве», напечатанное в № 13 московского журнала «Волна» за 1885 год. Это же стихотворение, но под названием «Родное» было опубликовано в 1889 году в Вологодском сборнике, а в 1890 году издано в Москве.
Юношей печатался в «Вологодских губернских ведомостях», с 1885 года в московских и петербургских журналах: «России», «Живописном обозрении», «Русском обозрении», «Русской мысли», «Русском вестнике» и др.
В Москве работал внештатным репортёром газеты. Позже устроился корректором в журналы «Русское обозрение» и «Русская мысль».
В 1887 в Вологде выпустил книгу «Стихотворения».
В начале 1890-х переехал в Москву. Работал мелким служащим в частных нотариальных конторах; впоследствии был постоянным сотрудником журналов «Будильник» и «Развлечение».
В 1900 году в Москве издатель Александр Левенсон выпустил 2-е, значительно расширенное издание сборника «Стихотворения». Сборник успеха не имел, тираж не был распродан. Однако некоторые стихотворения привлекли внимание композиторов: две песни на них были написаны П. А. Петровым-Бояриновым, а три строфы стихотворения «Родное» композитор А. С. Самойлов (Полячек) в 1912 году превратил в ставшую позднее популярной песню «Вижу чудное приволье», некоторое время считавшуюся народной. Позже за песней закрепилось название — «Родина».
В последние годы жизни страдал алкоголизмом, прогрессивным параличом и тяжёлым психическим расстройством.
Скончался в психиатрической лечебнице близ Вологды.
В 2020 году впервые после смерти поэта в Москве был издан сборник стихов Савинова.

## Издания
- Савинов Феодосий Петрович (1865-1915) / сост. Н. А. Мизинцев, А. Е. Чернова. — М.: Издательский Дом ЯСК, 2020. — 184 с. — ISBN 978-5-907290-05-1.